# 约翰·麦克尼斯
约翰·麦克尼斯（英文：John McNeese，1843年7月4日—1914年6月5日）是路易斯安那州莱克查尔斯的一名教育家，也是卡尔克苏堂区的第一任学校总监。位于查尔斯湖的麦克尼斯州立大学以他的名字所命名。

## 生平
麦克尼斯于1843年7月4日出生在纽约市，父母是威廉和玛丽·麦克尼斯，二者均是苏格兰裔美国人。他们在 9 岁时死于肺结核。此后，他与巴尔的摩的纳撒尼尔·斯塔福德 (Nathaniel Stafford) 博士的家人一起生活，并于1861年作为联邦军士兵入伍参加南北战争。
退伍后，麦克尼斯搬到德克萨斯州梅纳德县，成为了一名商人兼牧场主。 在1871年至 1873年间他担任县书记员一职。1873年，麦克尼斯开始牧牛至新奥尔良，但由于干旱和1873年的恐慌，他的牛仔生涯在达萨宾河戛然而止。此后，他将牛群出售，在欧柏林定居。麦克尼斯于 1876 年与苏珊·比尔博结婚；二人共有九个孩子，其中有两个早夭。
1887 年，麦克尼斯从新奥尔良的杜兰大学获得法律学位。次年，他被聘为帝国卡尔克修教区第一任学校总监。作为主管，他在教区积极发展教育：他开创了用税收资助教区学校的先河，支持农村地区的综合学校发展，并提倡对教区的农村学校进行监管。麦克尼斯于 1913 年退休，次年6 月5日辞世。 
1940年，莱克查尔斯初级学院更名为约翰·麦克尼斯初级学院以纪念这位教育家。该机构后开设四年制本科和研究生课程，现在作为路易斯安那大学系统的一部分，即麦克尼斯州立大学。 目前，该大学图书馆中仍有一间名为“麦克尼斯室”的房间，其中家具及摆设均同麦克尼斯当年书房的陈设一样。